# Trehalóza
Trehalóza (také trehalosa) je neredukující cukr ze skupiny disacharidů. Skládá se ze dvou molekul glukózy, které jsou mezi sebou spojené 1,1–vazbou. Vyskytuje se v tělech většiny organizmů, jako jsou například bakterie, kvasinky, houby, prvoci, hmyz i hlístice.

## Funkce
Již skutečnost, že trehalóza může být syntetizována třemi různými způsoby, naznačuje, že je tato látka v těle velice významná. Trehalóza do určité míry představuje, podobně jako ostatní cukry, zásobárnu energie a uhlíku. Dále však také stabilizuje buněčné membrány, podílí se na stavbě bakteriální buněčné stěny a dokonce může sloužit jako signální molekula.
Je považována za látku, která umožňuje některým živočichům (například želvuškám) opakovaně přežívat zamrznutí v ledu.